# 신칸센 E4계 전동차
신칸센 E4계 전동차(일본어: 新幹線E4系電車)는 동일본 여객철도의 신칸센 차량이다. 1997년 12월 20일에 영업운전을 개시했다.
멀티 어메니티 익스프레스(영어: Multi Amenity Express)의 약칭으로 Max라는 애칭이 있다. 최고 영업 속도는 240km/h이며, 8량 편성 기준의 정원은 817명이다. 2편성 중련시 16량의 정원은 1,634명으로, 고속철도 차량으로서는 세계 최대급이다.

## 개요

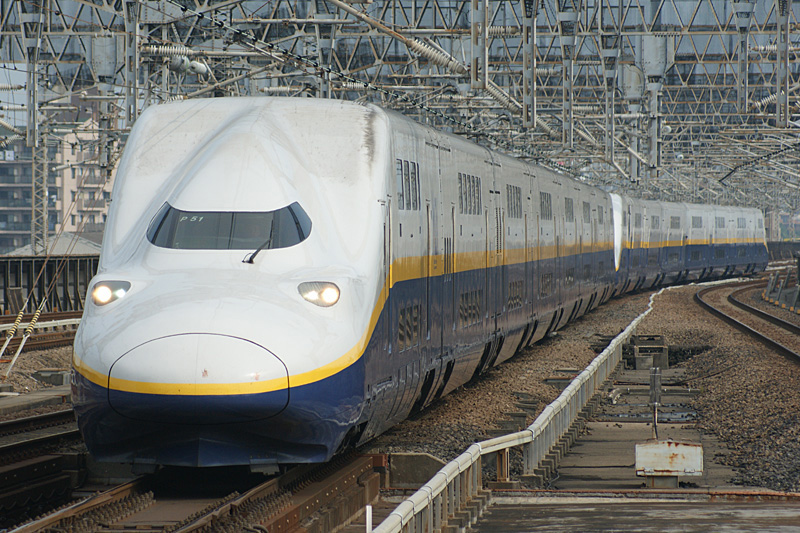
등장시의 도색의 E4계

200계의 계속적인 교체와 E1계 도입 후에도 계속 증가하는 신칸센의 수요에 대응하기 위해 1997년부터 제조되었다. 같은 해 12월에 도호쿠 신칸센에서 최초로 운행을 시작했다. 전차량 2층 차량으로, 도호쿠 신칸센의 나스노, 야마비코 등급으로 운행하는 열차에 대해서 Max 나스노, Max 야마비코, 조에쓰 신칸센의 도키, 다니가와 급으로 운행하는 열차에 대해서 각각 Max 도키, Max 다니가와라는 애칭이 있다. 정원 확보를 목적으로 도쿄 방면 3량의 좌석은 3+3열 형태의 배치가 되어 있으며 지정석으로서 사용되었던 적이 있지만, 기본적으로는 자유석으로만 사용된다. 차체의 색은, 흰색과 파랑의 투톤이며 사이에는 경계선으로 황색 띠가 들어간다. 1999년 4월에 야마가타 신칸센 쓰바사와 중련 운전을 시작했다. 400계, 200계, E3계와 병결할 수 있는 병결장치가 모든 편성에 배치되어 있다. 다만, 200계랑의 병결은 2004년 3월 13일의 다이어 개정을 이후로 폐지, 조에쓰 신칸센에서는 병결운행을 하지 않고 있으며, 도호쿠 신칸센의 경우만 400계, E3계랑 병결하여 후쿠시마까지 운행, E4계는 센다이 방면으로 가며 400계, E3계는 단독으로 야마가타 신칸센을 통해 신조까지 운행한다.
일부 차량은 나가노 신칸센(현, 호쿠리쿠 신칸센)의 구배나 50Hz/60Hz의 주파수에 대응한 것이 있으며, 모든 차량이 디지털 ATC에 대응한다. 엘리베이터가 설치되어, 카트를 통한 차내 판매도 가능하게 되었다.
E4계에서는 E1계와 같이, 통상은 상하(床下, 차량의 바닥면 아래)에 탑재하는 주행기기를 상상(床上)에 배치하고 있다. 또, 제어방식은 E1계와 같은 가변전압 가변주파수 제어 방식이지만, 제어소자가 GTO(게이트 턴 오프 사이리스터)에서 IGBT(절연 게이트 양극성 트랜지스터)로 진화했다. 또, Max는 기본MT비가 1:1(E1계는 6M6T, E4계는 4M4T)이기 때문에 대출력 모터를 사용하고 있지만, E1계의 경우 410kW 이었던 정격출력이 E4계에서 420kW로 향상되었다. 차체는 마일드스틸제 차체였던 E1계와 달리 알루미늄 합금 압출형재로 변경되었고, 터널 미기압파 현상 및 고속주행시의 소음에 대비해 선두차량은 E1계보다 전두부가 긴 형태가 되었다(E1계：9.4미터, E4계：11.5 미터). 그러나, 노즈를 길게 해 버리는 바람에 전두부 형상이 아주 특이하고 웃긴 모양이 되어, 속칭 하마라고 부르게 되었다. 또, 표지등으로 HID 램프를 사용하고 있다.

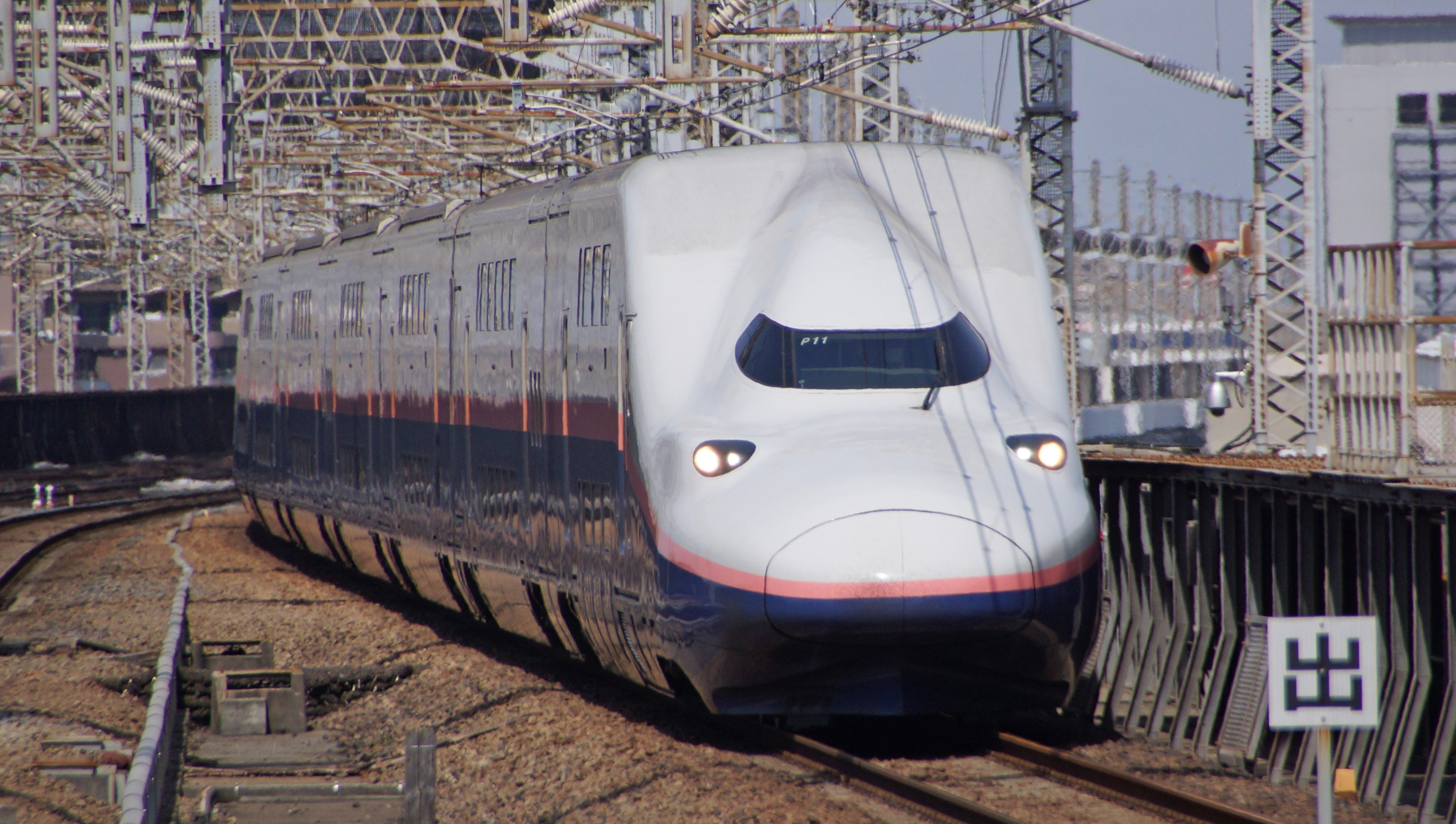
2014년부터 적용된 신도색의 E4계

2001년부터 조에쓰 신칸센과 나가노 신칸센 노선을 운행하기 시작했다. 당시 Max 아사마로 도쿄 ~ 카루이자와 구간을 운행 했으나 2003년 9월에 운행을 종료했다. 2005년 12월 10일에 센다이 이북 구간에서 정기 운용을 종료했다. 2011년부터 E5계의 도입으로 운행이 줄어들었다. 2012년 3월에 조에쓰 신칸센 에치고유자와 이북 구간에 16량 편성을 영업 운전을 시작하면서 오미야 이북 구간 16량 편성이 운행이 종료되었다. 같은 해 9월 28일에 오미야 이북 구간 운행이 종료되면서 야마비코, 나스노의 경우 E2계로 변경과 동시에 야마가타 신칸센 쓰바사와 중련 운행 시 E2계로 변경되었다. 시간표 개정 이전에 도호쿠 신칸센 운행 종료 기념으로 고마워요! Max 야마비코호(일본어: ありがとう!Maxやまびこ号)로 8량 편성으로 운행했다. 2014년에 내외장을 리뉴얼한 차량이 등장했다. 도장은 E1계, E2계와 같이 흰색과 파란색의 두 색을 중심으로 경계선에 분홍색의 띠가 있는 형태로 변경되었다. 아울러 로고에도 따오기의 일러스트가 추가되었다. 2016년 하반기에 전 편성이 내외장을 리뉴얼 작업이 완료되었다.
2011년 동일본여객철도 발표에 따르면 향후 5년간 전량 퇴역을 검토했으나, 2013년부터 순차별로 퇴역하기 시작했으며, 이 중 11편성은 2019년까지 폐차된 것으로 알려졌다. 2017년 4월 동일본여객철도에 따르면 향후 2018년부터 2020년까지 E7계 교체와 동시에 순차별로 퇴역될 예정이나 태풍 하기비스로 인한 나가노 신칸센 차량 센터의 침수로 인해 E7계 차량 중 12량 10개 편성(120량)이 폐차로 인한 조에쓰 신칸센의 차량 부족으로 한 차례 연기된 끝에 2021년 10월 1일에 다이야 개정으로 운행이 중단되었고, 같은 해 10월 27일에 고마워요 Max 도키&야마비코(일본어: サンキューMaxとき&やまびこ)와 10월 17일에 고마워요 Max 도키(일본어: サンキューMaxとき)를 끝으로 운행이 종료되었다.

## 편성
- P1편성 ~ P22편성, P51편성, P52편성, P81편성, P82편성 : 조에쓰 신칸센에서 운행하고 있으며 2012년까지 도호쿠 신칸센에서 운행했다. P1편성 ~ P22편성의 경우 도입 초기부터 신칸센 종합 차량 센터 소속이나 2012년 운행 노선이 조에쓰 신칸센 일원화 되면서 현재는 전 편성이 니가타 신칸센 차량 센터 소속이다.
이 외 이하의 편성에 한정하여 나가노 신칸센까지의 노선연장이 가능하며, 사고로 인해 대체 투입한 차량도 있다.[1]

### 나가노 신칸센노선연장 가능 편성
- 나가노 신칸센에 들어갈 수 있는 편성은 다음과 같다.
  - P51편성, P52편성 : 나가노 신칸센의 우스이 고개의 급구배에 대응한다. 가루이자와까지 입선 가능하다.[1]
  - P81편성, P82편성 : 나가노 신칸센의 우스이 고개의 급구배에 대응하며, 교류 주파수 변환장치를 탑재하여 나가노까지 입선이 가능하다. 다만 60Hz 대응은 어디까지나 긴급상황에 대비한 것이고, 이에 따라 관련 기기는 모두 50Hz 에서의 사용을 고려하고 있기 때문에 장시간의 운전이나 잦은 연장 운행은 거의 불가능하다. 또한 계단 부근에, 역 정차시에 '곧 멈춥니다. 난간을 잡아주세요'와 같은 내용의 방송을 할 수 있도록 방송 기기가 추가되어 있다.[1]

### 사고로 인한 대체분 편성차량
- P14편성 : 원래는 도호쿠 신칸센에서 달리던 Max 야마비코 차량이었다.(1997년 11월부터 운행 시작, 도쿄 ~ 센다이(임시편성은 모리오카까지)그러나 신칸센 200계 전동차로 운행하고 있던 도키 325호(도쿄 ~ 니가타, K25편성)가 니가타현 주에쓰 지진으로 인하여 탈선하면서, 신칸센 종합 차량 센터에서 관리하던 P14편성이 니가타 신칸센 차량 센터로 넘어오면서, Max 야마비코로 운행했던 차량은 2005년에 Max 도키로 변경하면서 도쿄 ~ 니가타를 운행하는 Max 도키 325호가 되었다.

## 객차 구성[1]
- 전 차량 7호차에서 8호차까지 2층 객실에 그린차로 구성되었다. 또한 4호차와 6호차의 경우 팬터그래프가 존재한다.

| 호차 | 1        | 2        | 3        | 4    | 5        | 6    | 7    | 8    |
| ---- | -------- | -------- | -------- | ---- | -------- | ---- | ---- | ---- |
| 명칭 | T1c      | M1       | M2       | T    | Tk       | Mp   | Ms   | Tpsc |
| 번호 | E453-100 | E455-100 | E456-100 | E458 | E459-200 | E455 | E446 | E444 |
| 좌석 | 40       | 64       | 64       | 55   | 55       | 55   | 36   | 18   |
| 좌석 | 35       | 69       | 55       | 69   | 55       | 67   | 55   | 25   |
| 합계 | 75       | 133      | 119      | 124  | 110      | 122  | 91   | 43   |

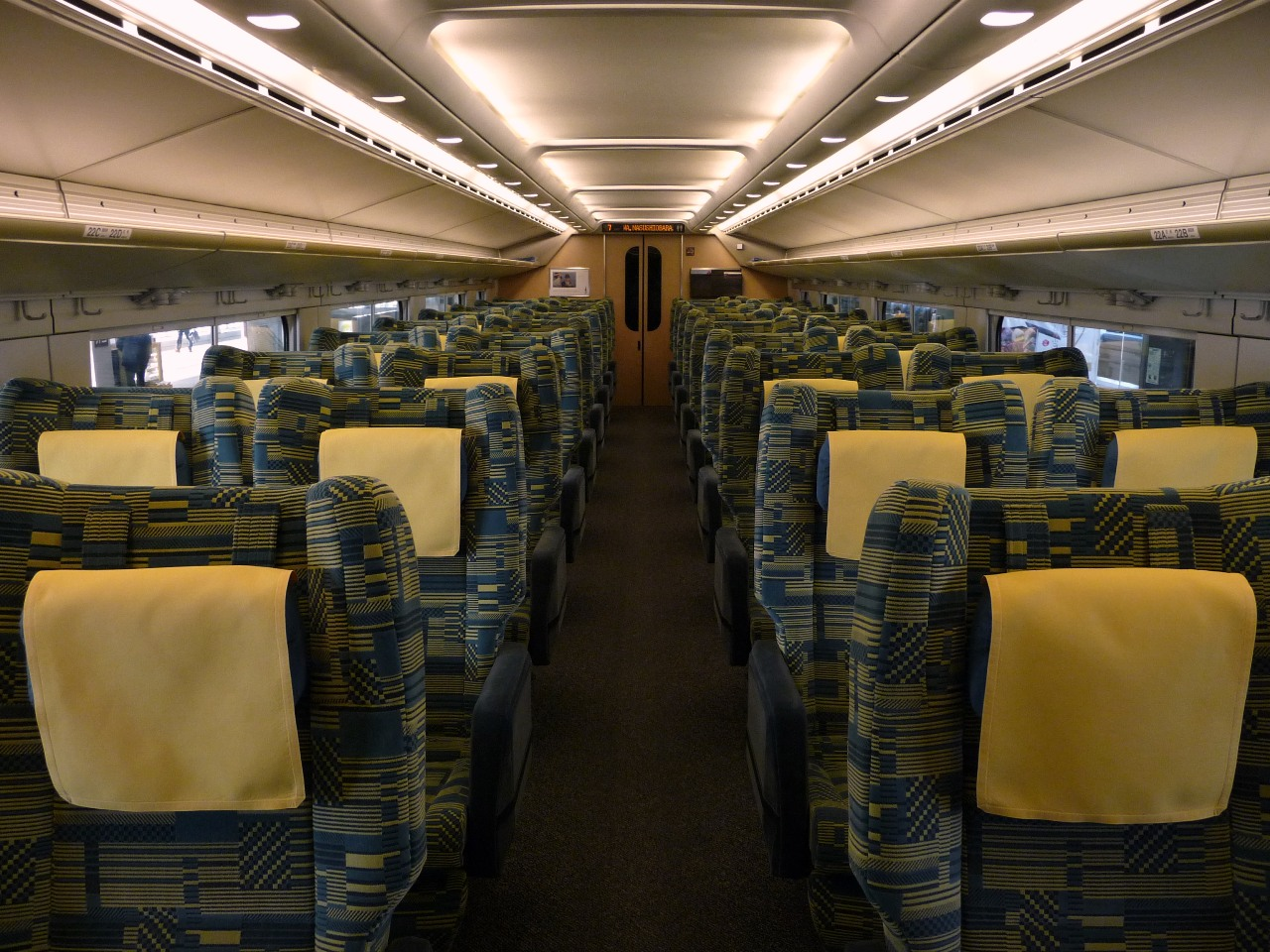
E4계 그린차
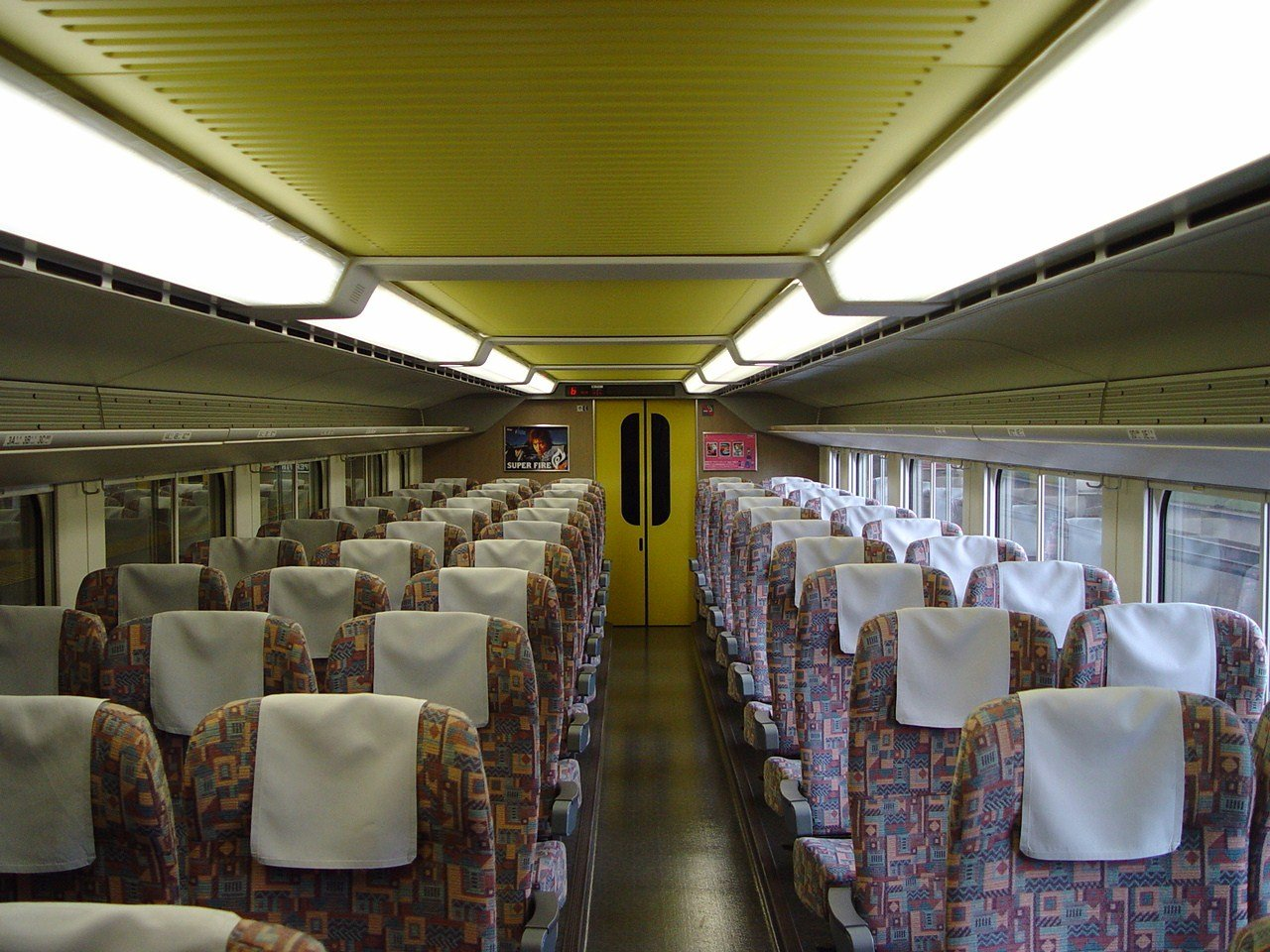
E4계 1층 좌석
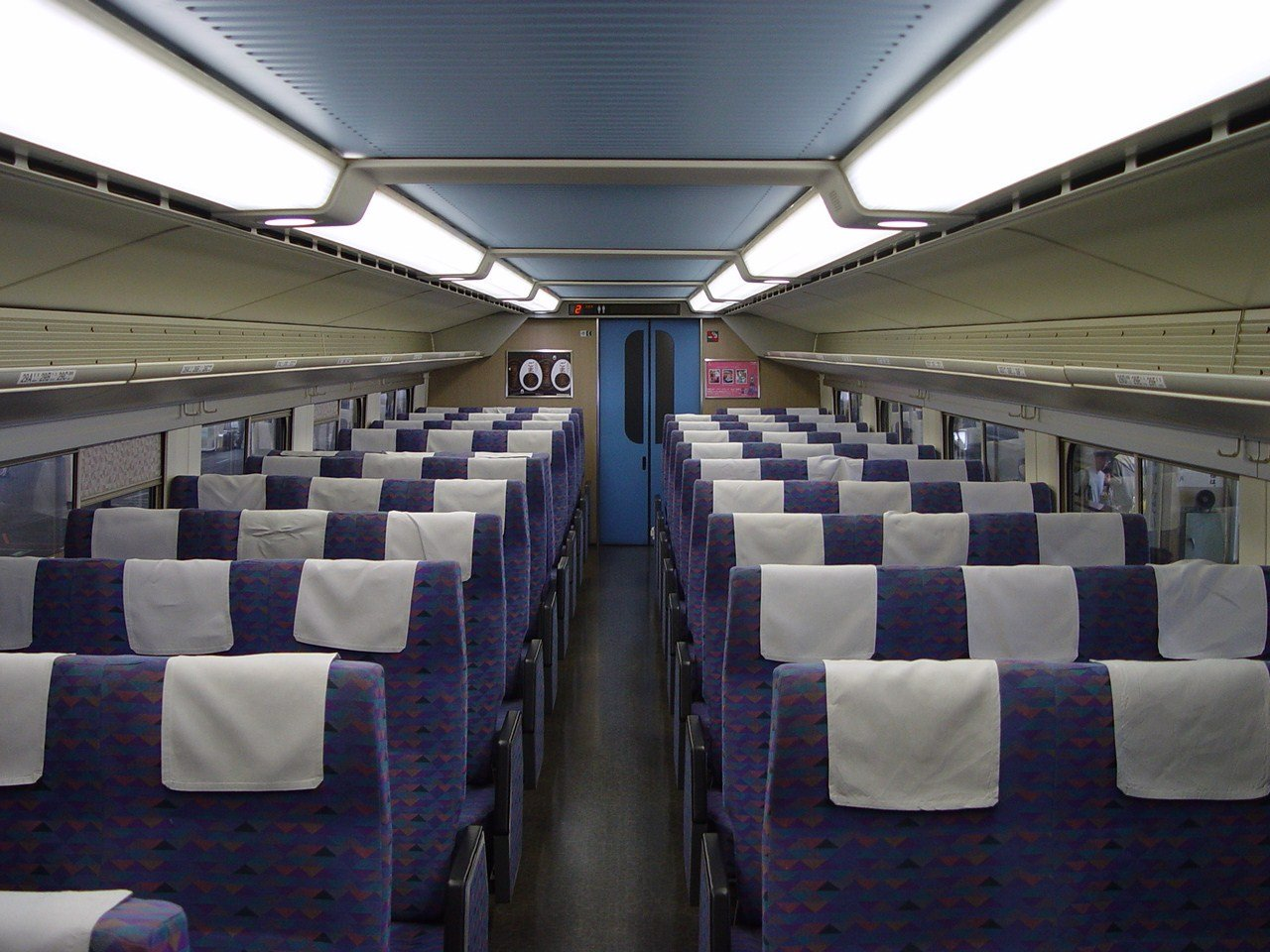
E4계 2층 좌석
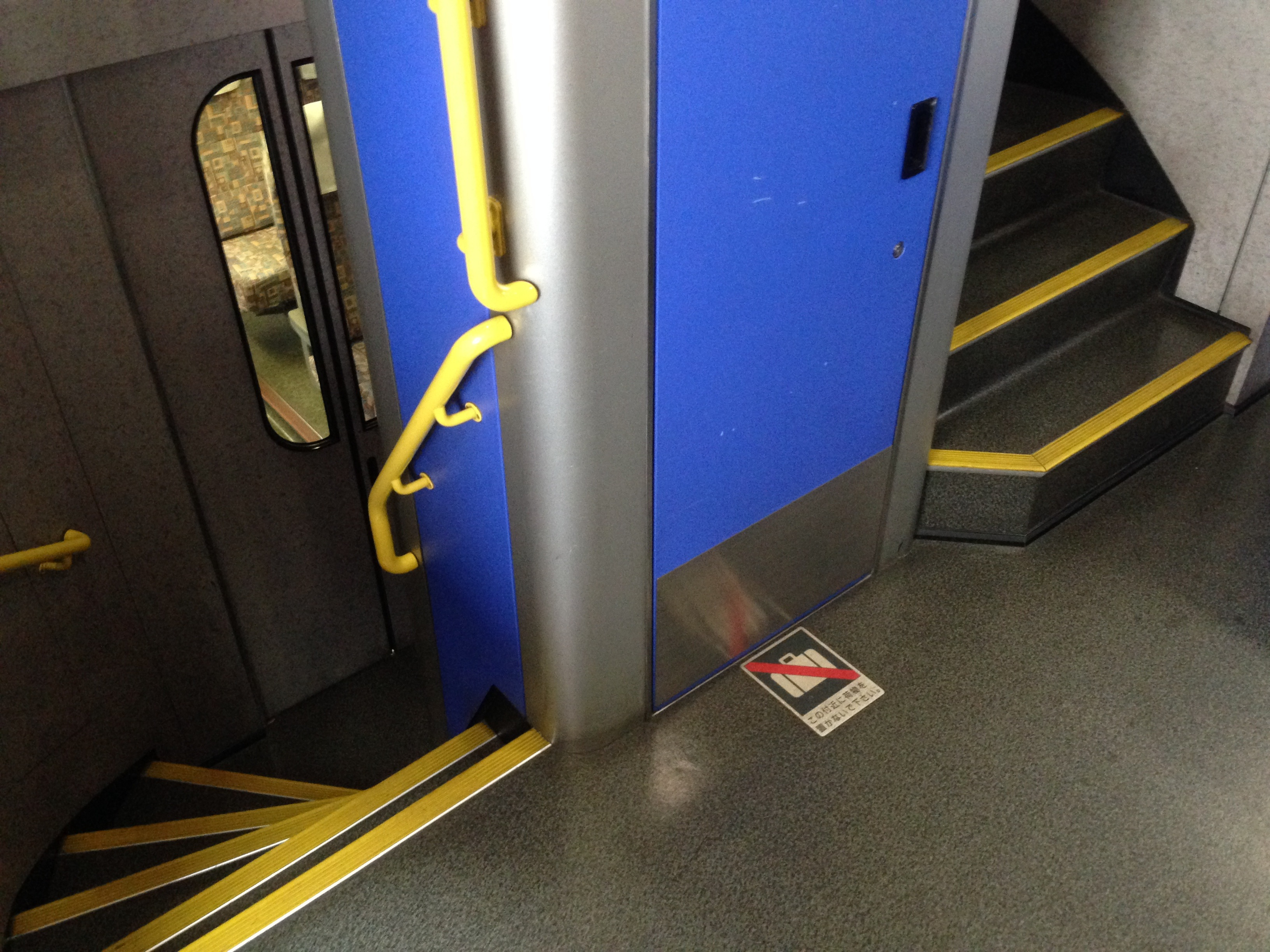
E4계 현관 및 계단

## 차체사이드 몰딩 로고

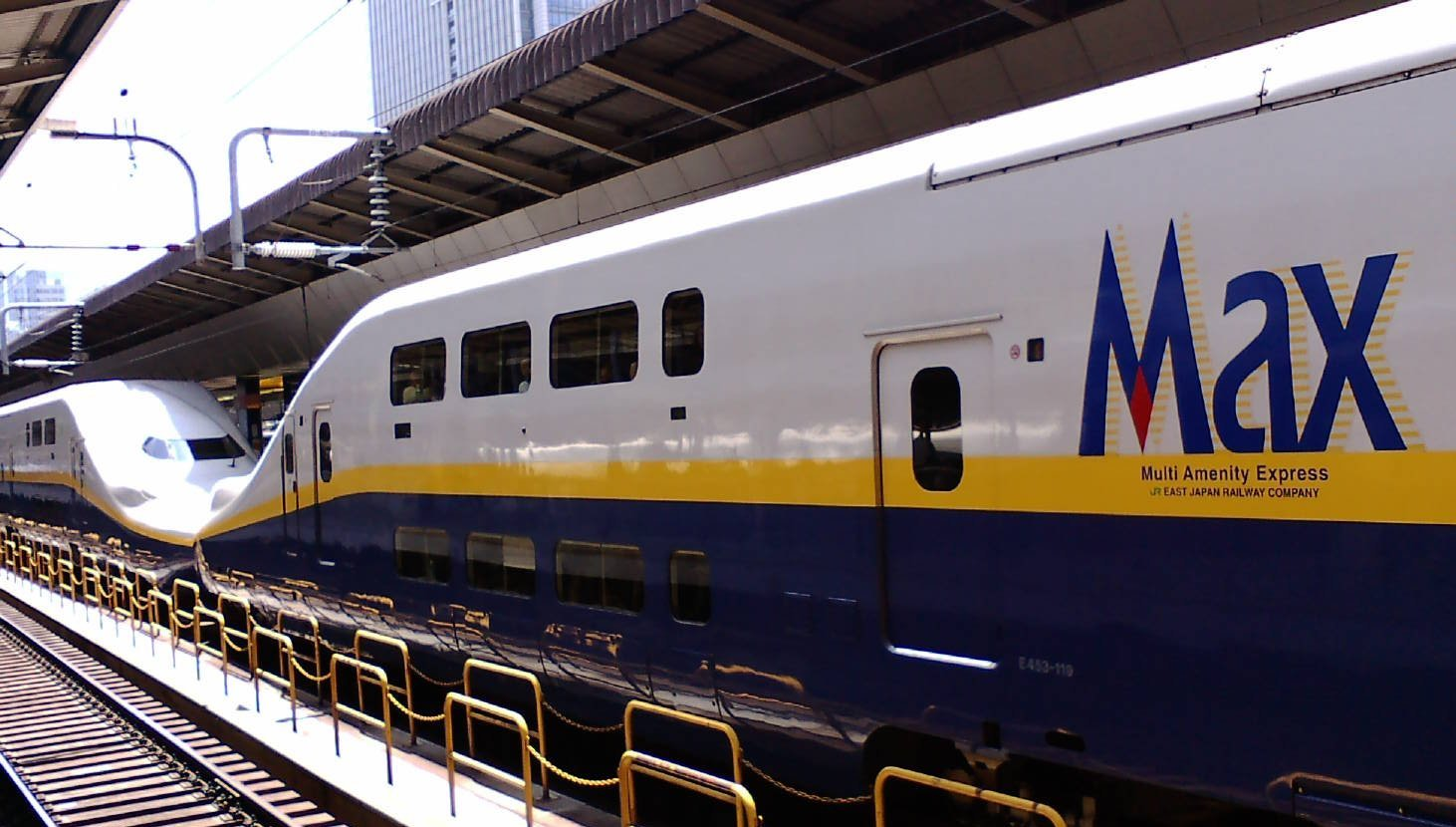
MAX 구로고
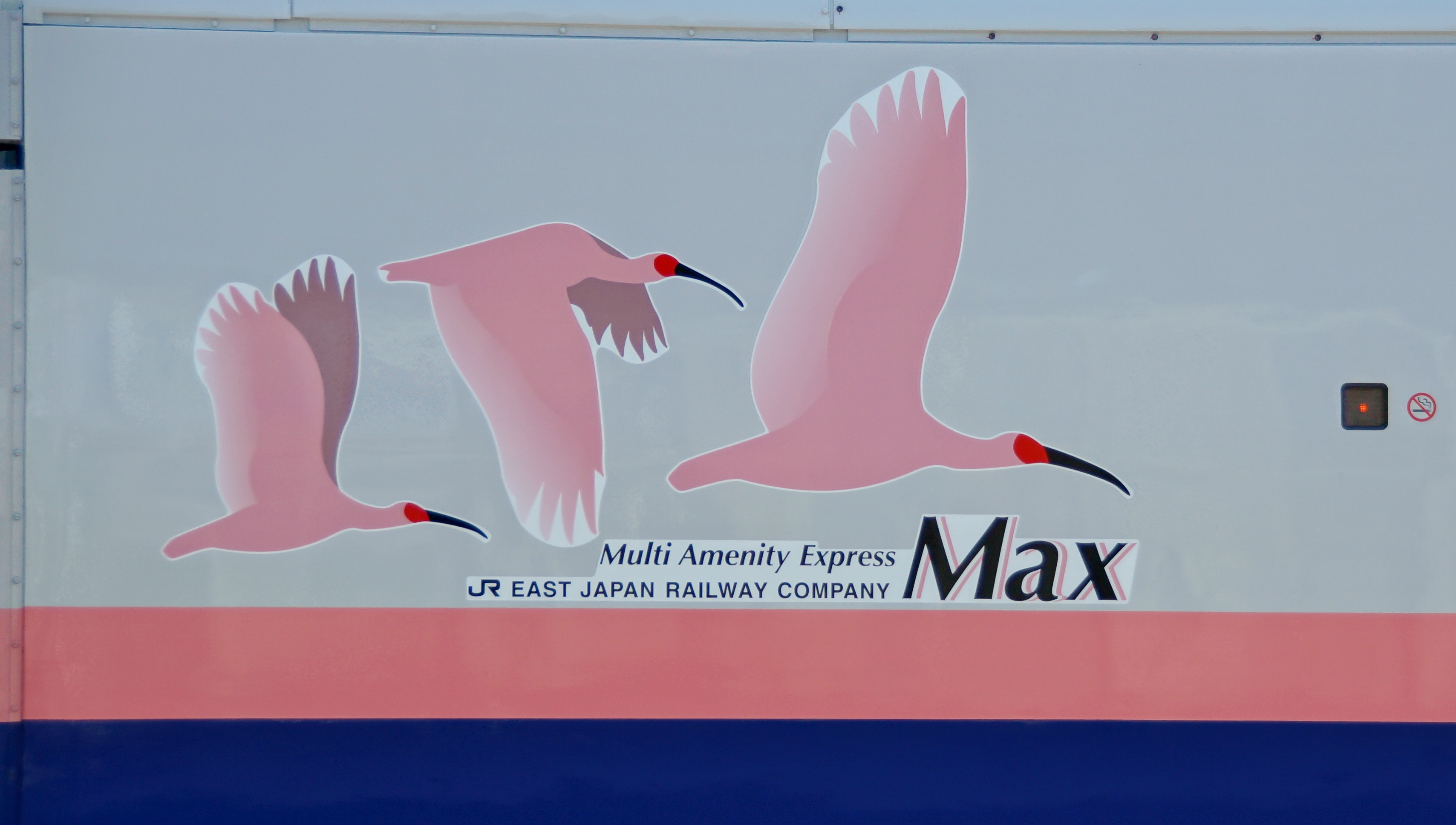
MAX 신로고

## 운행 노선

### 과거 운행 노선
- 도호쿠 신칸센
  - Max 나스노
  - Max 야마비코

- 조에쓰 신칸센
  - Max 다니가와
  - Max 도키
  - Max 아사히

- 나가노 신칸센
  - Max 아사마

## 현황
- 1997년부터 2003년까지 총 26편성이 도입되었다. 현재 전 차량 폐차되었다.[14]

| 차호  | 도입 시기 | 운행 중단 시기 | 비고 |
| ----- | --------- | -------------- | --- |
| P1호  | 1997년    | 2016년         | |
| P2호  | 1997년    | 2013년         | 신도장을 적용하기 이전에 폐차되었다. |
| P3호  | 1997년    | 2013년         | 신도장을 적용하기 이전에 폐차되었다. |
| P4호  | 1999년    | 2017년         | |
| P5호  | 1999년    | 2017년         | 2014년에 최초로 내외장을 리뉴얼한 차량이다. |
| P6호  | 1999년    | 2017년         | |
| P7호  | 1999년    | 2019년         | |
| P8호  | 1999년    | 2019년         | 2012년 도호쿠 신칸센 마지막 운행을 기념으로 고마워요! Max 야마비코호(일본어: ありがとう!Maxやまびこ号)로 운행했다. |
| P9호  | 1999년    | 2019년         | |
| P10호 | 1999년    | 2019년         | |
| P11호 | 2000년    | 2021년         | |
| P12호 | 2000년    | 2021년         | 2017년 도호쿠 신칸센 개통 35주년 임시 열차로 운행했다. |
| P13호 | 2000년    | 2021년         | |
| P14호 | 2000년    | 2021년         | |
| P15호 | 2000년    | 2019년         | |
| P16호 | 2000년    | 2020년         | |
| P51호 | 2001년    | 2020년         | 호쿠리쿠 신칸센의 우스이 고개의 급구배에 대응하는 차량으로 가루이자와까지 입선이 가능하다. |
| P52호 | 2001년    | 2021년         | 호쿠리쿠 신칸센의 우스이 고개의 급구배에 대응하는 차량으로 가루이자와까지 입선이 가능하다. |
| P17호 | 2001년    | 2021년         | |
| P18호 | 2001년    | 2021년         | |
| P19호 | 2001년    | 2021년         | |
| P20호 | 2001년    | 2021년         | |
| P21호 | 2001년    | 2021년         | |
| P22호 | 2001년    | 2021년         | |
| P81호 | 2003년    | 2021년         | 호쿠리쿠 신칸센의 우스이 고개의 급구배에 대응하는 차량으로 나가노까지 입선이 가능하다. 교류 주파수 변환장치를 탑재했다. P82호의 경우 2021년 마지막 운행 당시 고마워요 Max 도키&야마비코(일본어: サンキューMaxとき&やまびこ)와 고마워요 Max 도키(일본어: サンキューMaxとき)로 운행했다. |
| P82호 | 2003년    | 2021년         | 호쿠리쿠 신칸센의 우스이 고개의 급구배에 대응하는 차량으로 나가노까지 입선이 가능하다. 교류 주파수 변환장치를 탑재했다. P82호의 경우 2021년 마지막 운행 당시 고마워요 Max 도키&야마비코(일본어: サンキューMaxとき&やまびこ)와 고마워요 Max 도키(일본어: サンキューMaxとき)로 운행했다. |

## 보존 및 전시 차량
- E444-1(P1편성 1호차)
폐차 후 일단 JR 동일본 니가타 신칸센 차량 센터에 보관된 후 니가타 니쓰 철도박물관에 2017년 7월 15일부터 전시를 시작했다.[20][21]

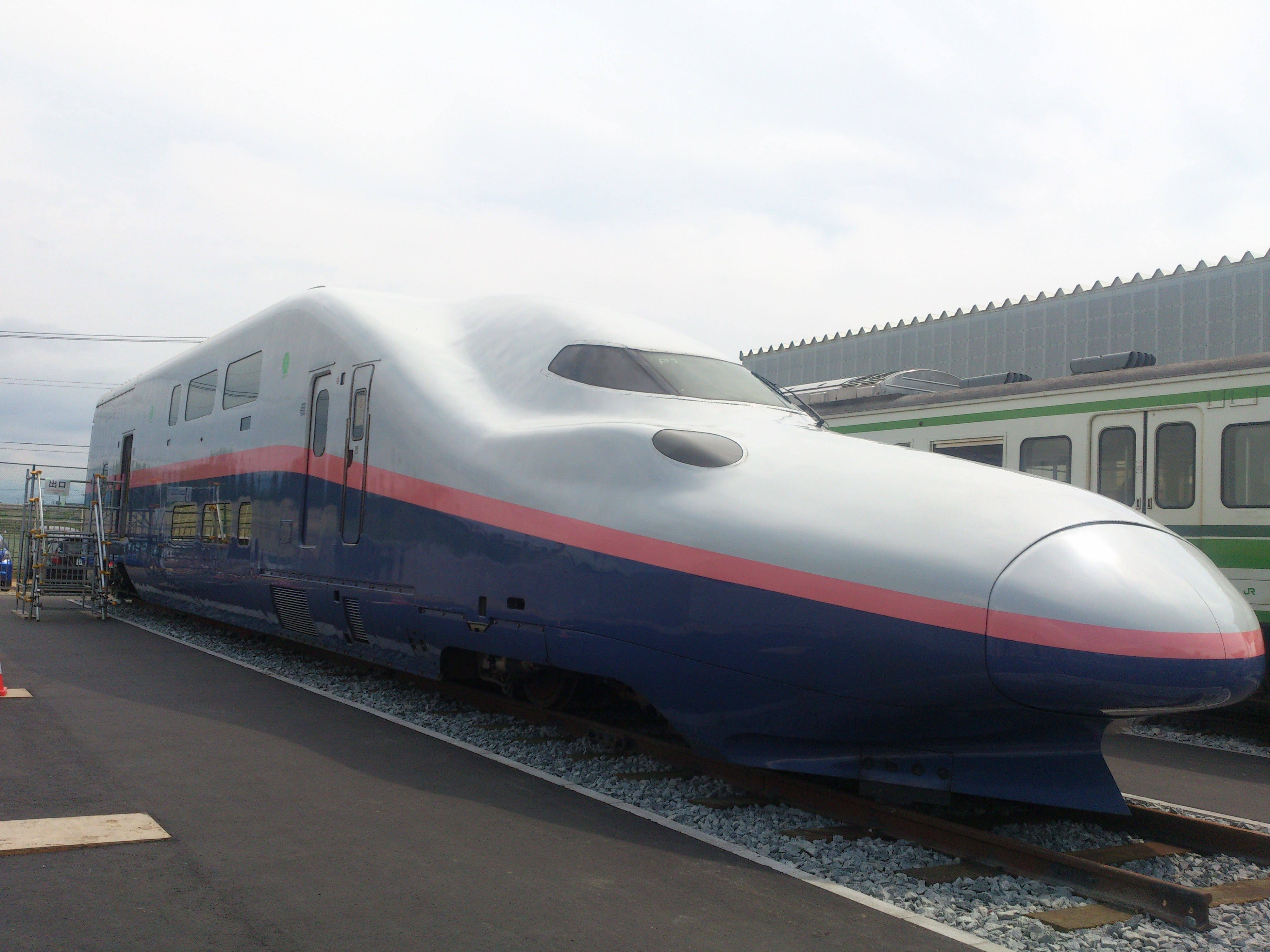
선행양산차량 P1편성

## 같이 보기
- SNCF TGV 듀플렉스

## 사진

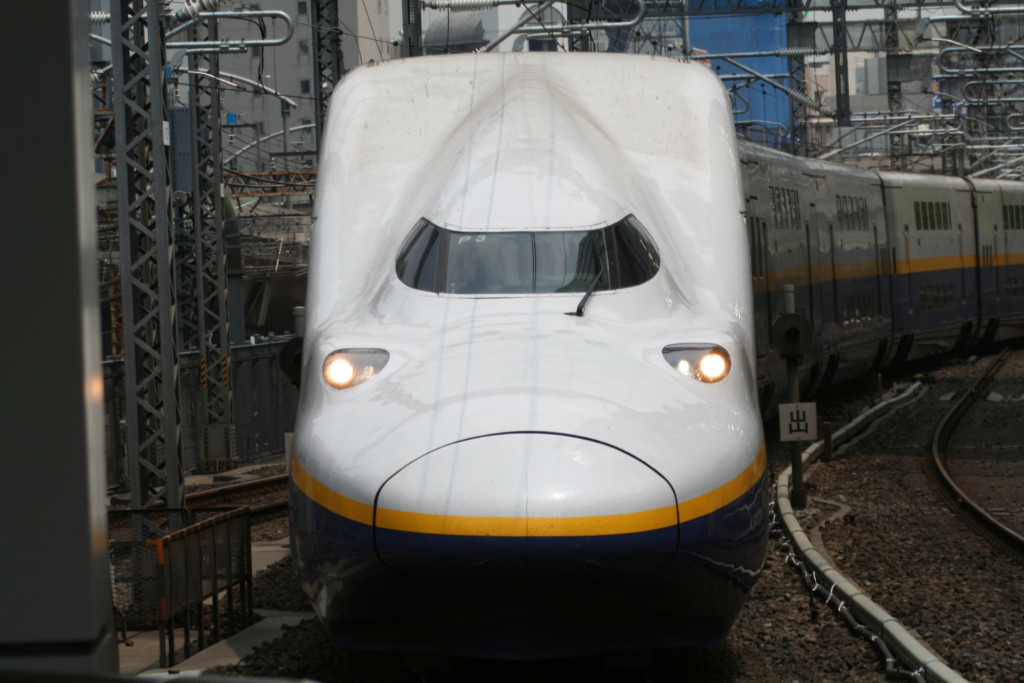
E4계 선두부
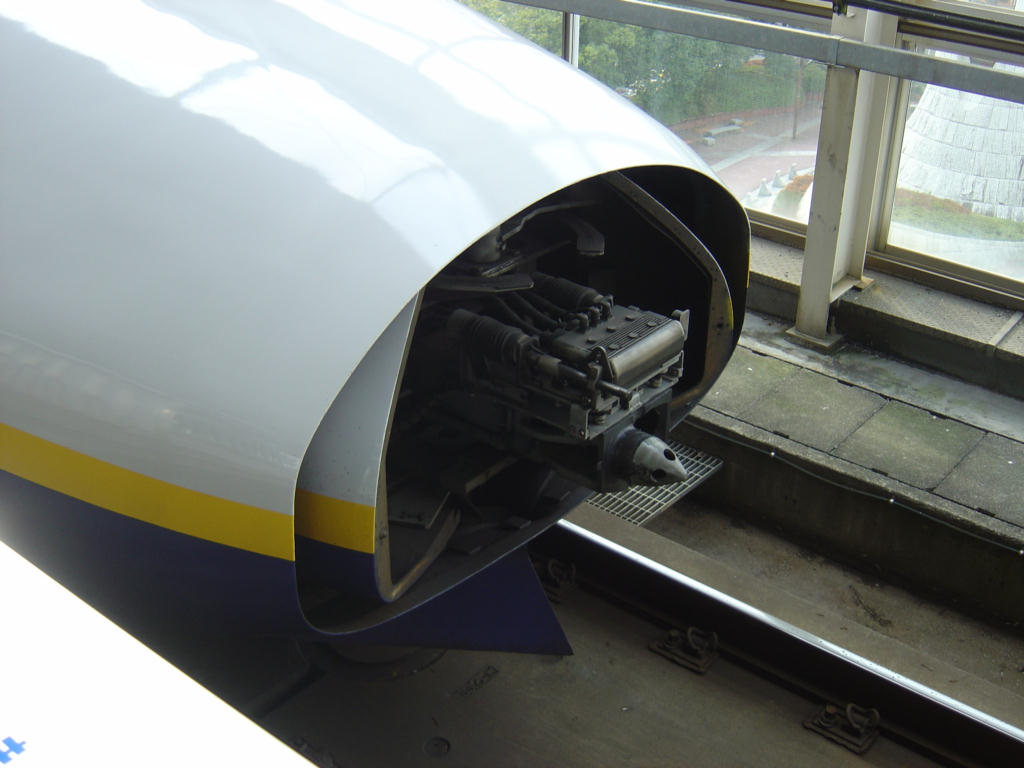
E4계 중련부
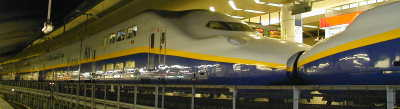
E4계 구도색 중련
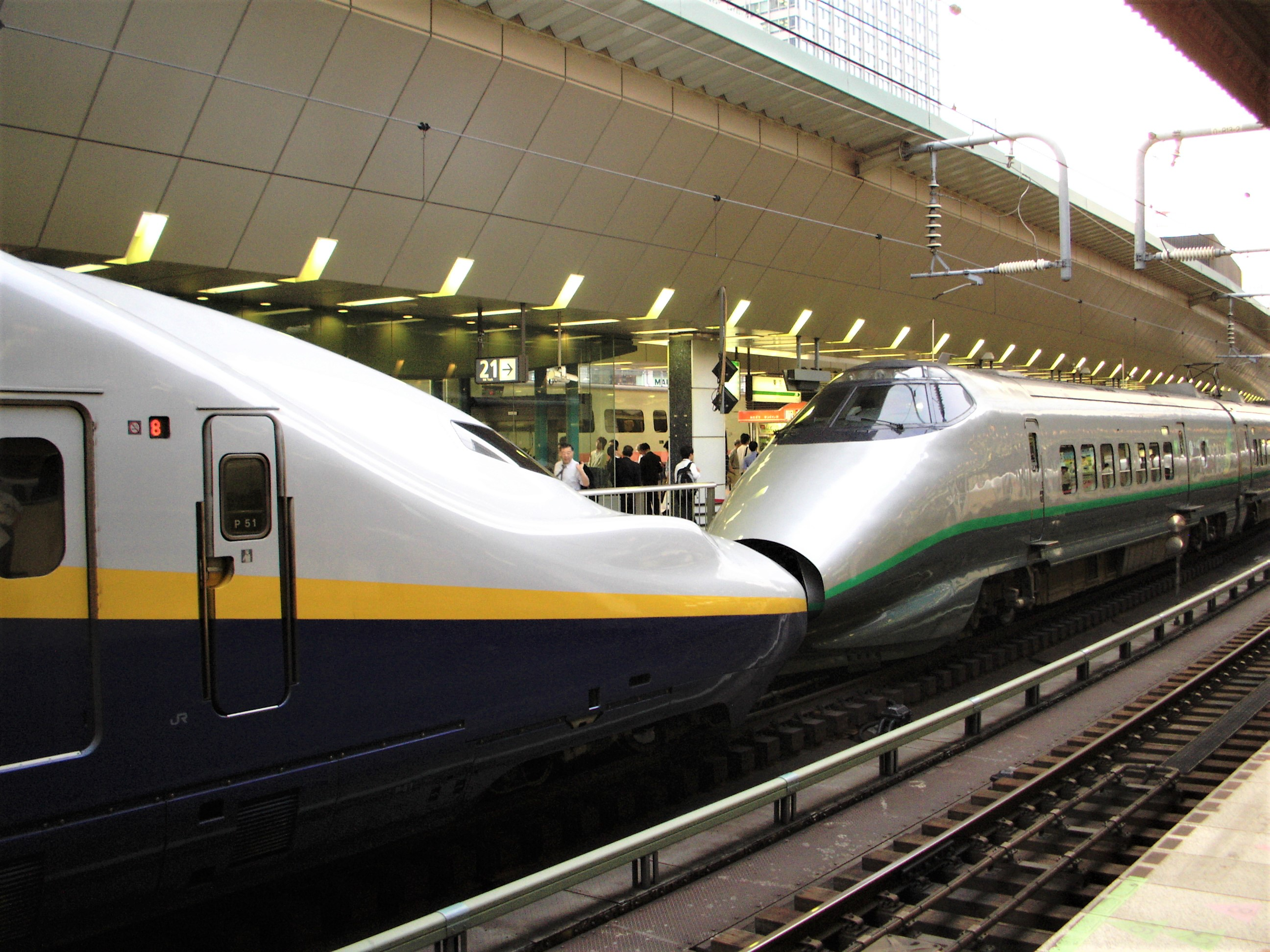
400계 중련
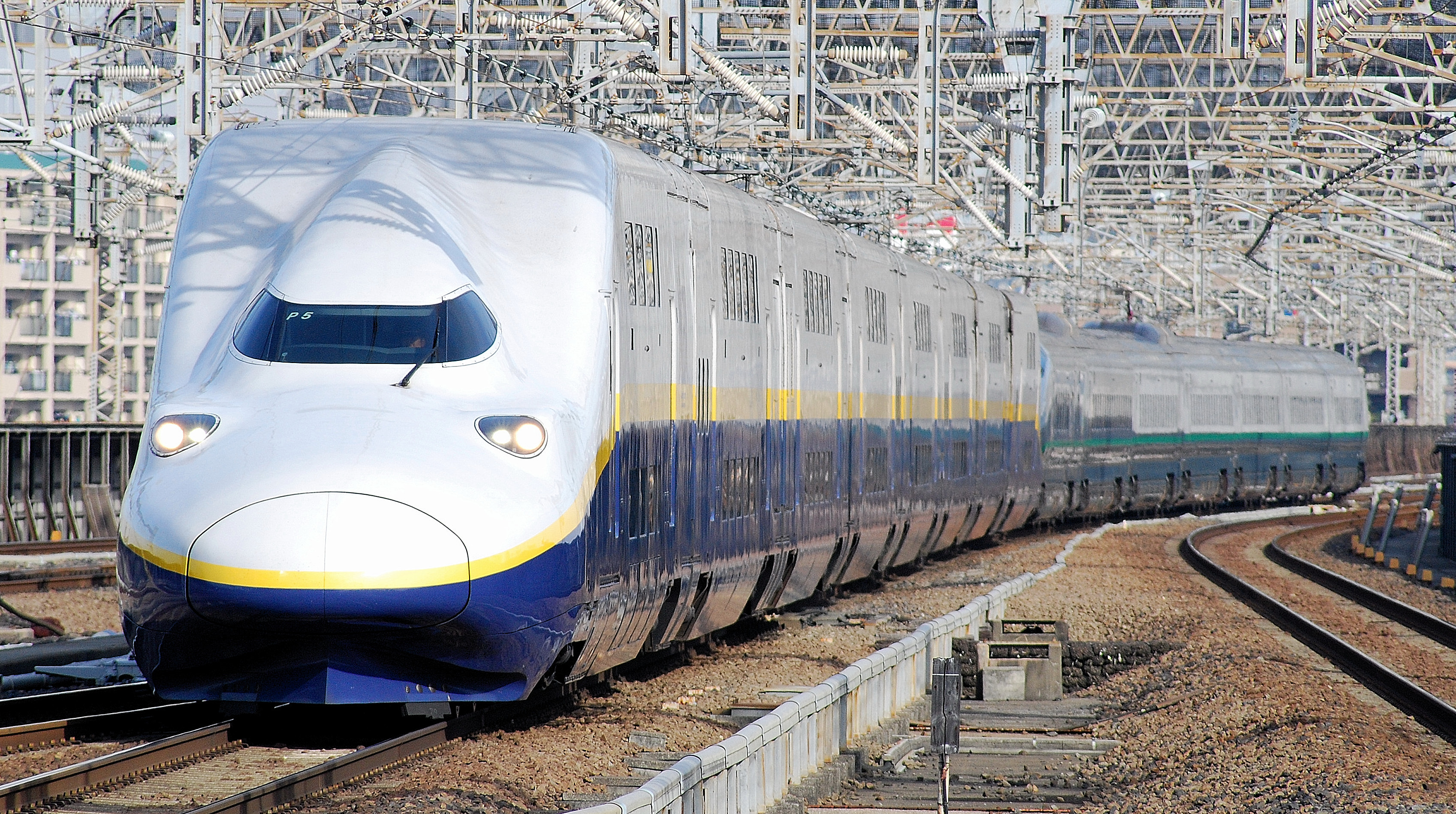
E3계 1000번대 중련
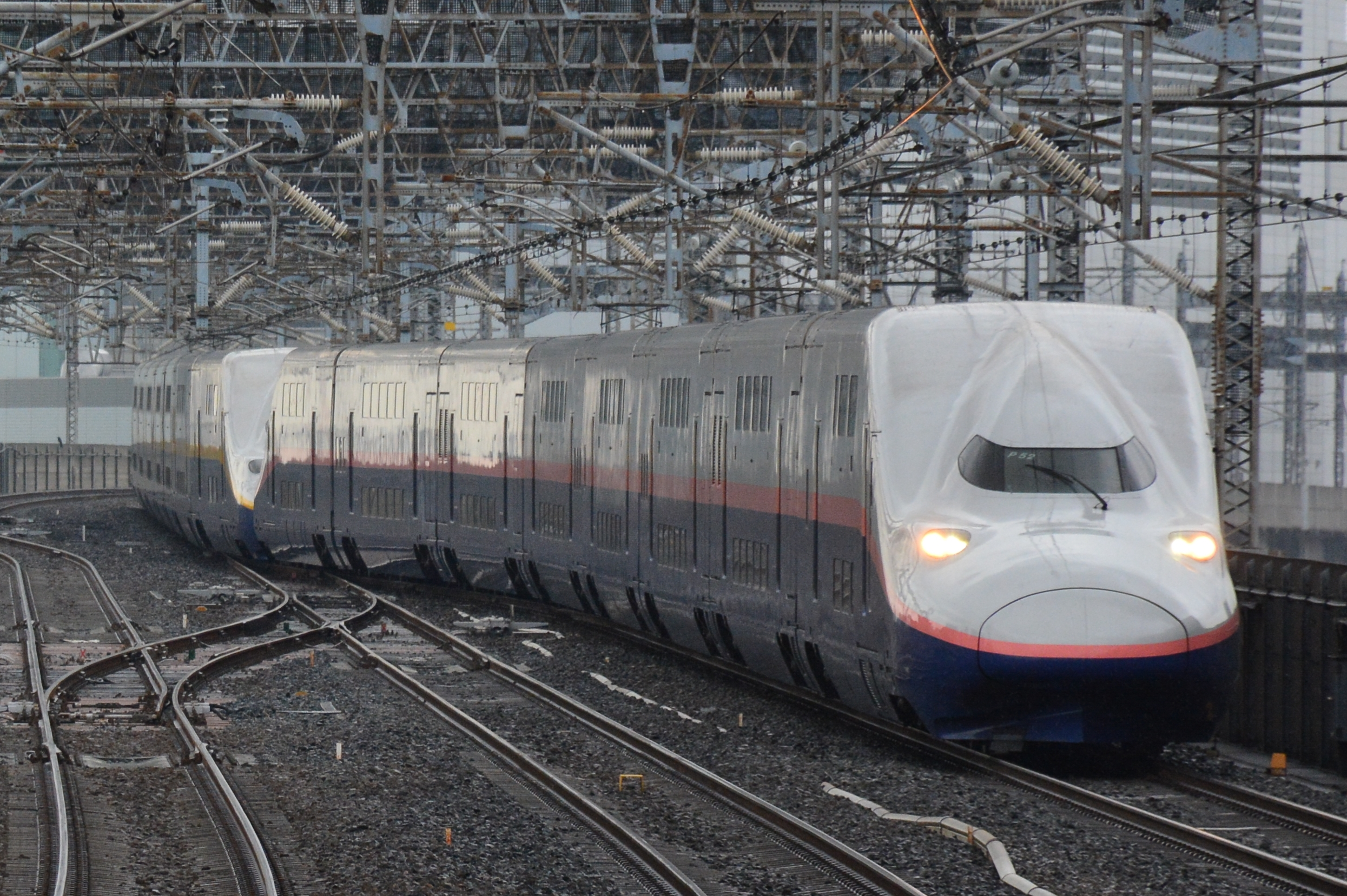
E4계 구도색과 신도색 중련
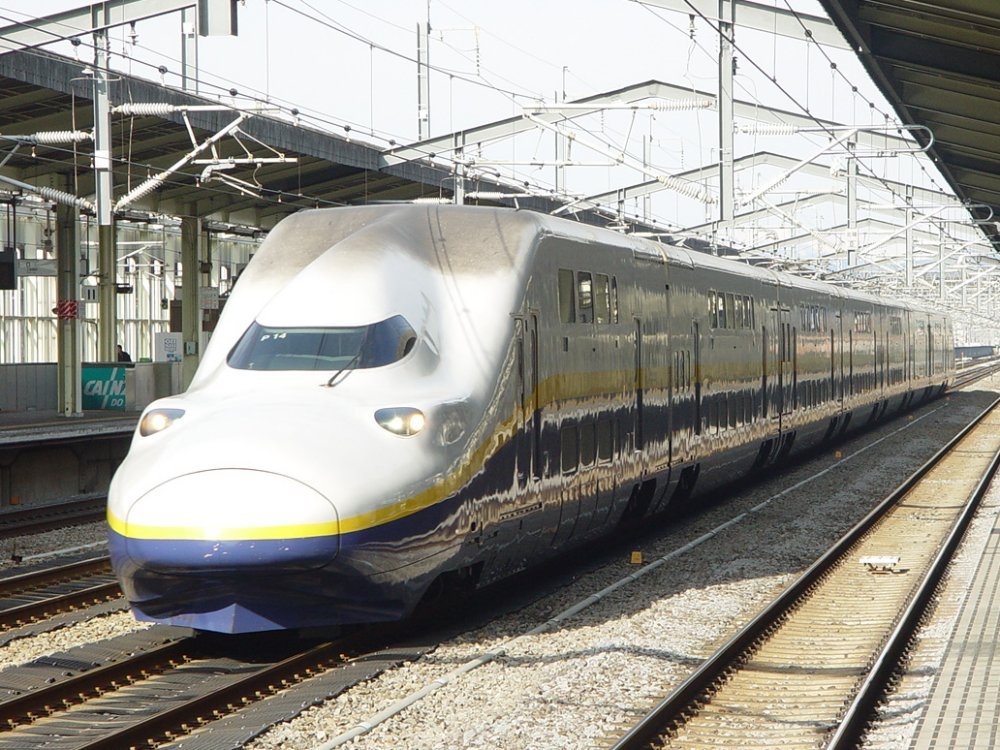
도키 8량 편성